# Robledillo de la Vera
Robledillo de la Vera è un comune spagnolo di 324 abitanti situato nella comunità autonoma dell'Estremadura.